# 布鲁斯嫩戈
布鲁斯嫩戈（義大利語：Brusnengo），是意大利比耶拉省的一个市镇。总面积10平方公里，人口2215人，人口密度221.5人/平方公里（2009年）。ISTAT代码为096007。